# Map Room

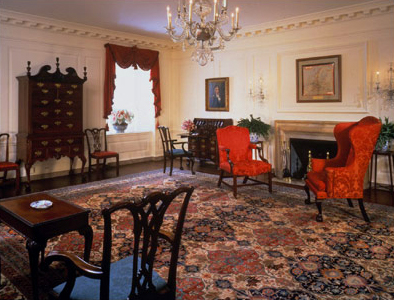
La Map Room sotto l'amministrazione Clinton.

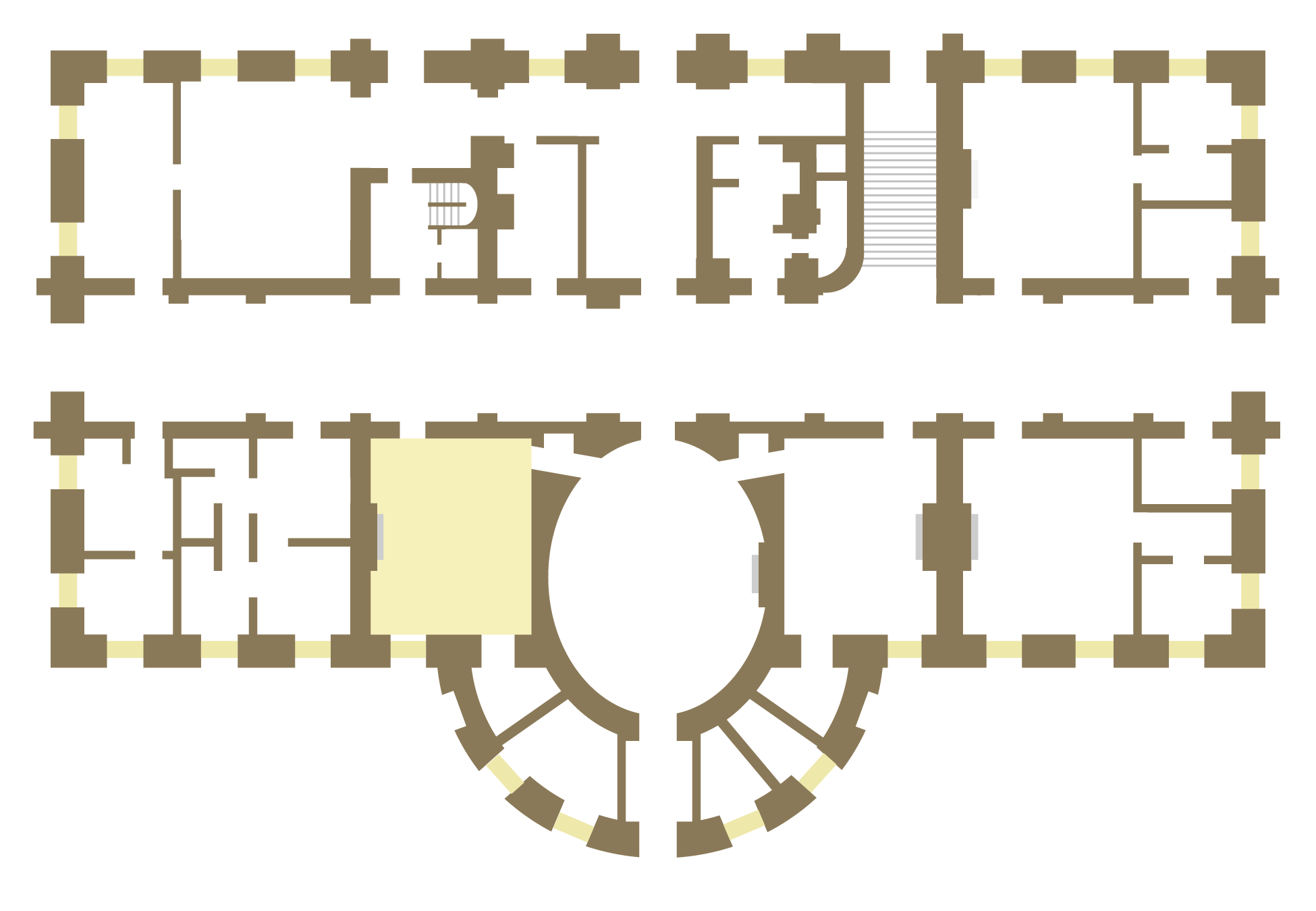
Mappa del piano terra dell'Executive Residence con evidenziata la posizione della Map Room.

La Map Room (traducibile in italiano come Stanza della mappa) è una stanza situata al piano terra dell'Executive Residence, l'edificio centrale della Casa Bianca, la residenza ufficiale del Presidente degli Stati Uniti.
La stanza prende il nome dal suo uso durante la seconda guerra mondiale, quando Franklin Roosevelt la utilizzava come sala per i resoconti militari e di intelligence e per consultare le mappe per monitorare i progressi sul fronte (in questo ruolo, è stata successivamente sostituita dalla Situation Room, situata nel seminterrato dell'Ala Ovest).

## Storia
La stanza, in origine una sala biliardo, venne rinnovata nel corso dell'estesa ristrutturazione della Casa Bianca ad opera dello studio di architettura McKim, Mead & White, durante l'amministrazione di Theodore Roosevelt.
Durante la ricostruzione messa in atto dal 1949 al 1952 dall'allora presidente Truman, la stanza è stata rifatta in stile georgiano, con travi in legno provenienti dalla costruzione originale del 1816.
Sotto l'amministrazione Kennedy, la stanza venne invece utilizzata dal curatore della Casa Bianca, una posizione appena creata, per catalogare le donazioni di mobili ed altri oggetti.
La stanza è stata infine ristrutturata nel 1970 (trasformandolo da un ufficio al salone che oggi conosciamo) e poi di nuovo nel 1994.
Attualmente la Map Room è arredata sullo stile dell'ebanista inglese Thomas Chippendale e comprende due poltrone che potrebbero essere state costruite dall'ebanista di Filadelfia, Thomas Affleck. Oggi la sala è utilizzata principalmente per interviste televisive, piccoli tè ed incontri.